# Morris Island
Morris Island – jedna z wysp należących do Sea Islands, leżąca u wybrzeży Karoliny Południowej w hrabstwie Charleston. Leży na południe od James Island i około 8 km na wschód od Charleston. Obecnie wyspa jest niezamieszkana.
Ze względu na strategiczne położenie u wejścia do portu w Charleston w czasie wojny secesyjnej była potężnie ufortyfikowana i znajdował się na niej Fort Wagner. W czasie walk o Charleston fort broniony przez wojska Południa był dwukrotnie atakowany przez Armię Unii, która ponosiła olbrzymie straty. W drugim ataku wziął udział 54 Ochotniczy Pułk Piechoty Massachusetts, pierwszy w pełni złożony z afroamerykańskich żołnierzy, którzy ponieśli 50% straty.

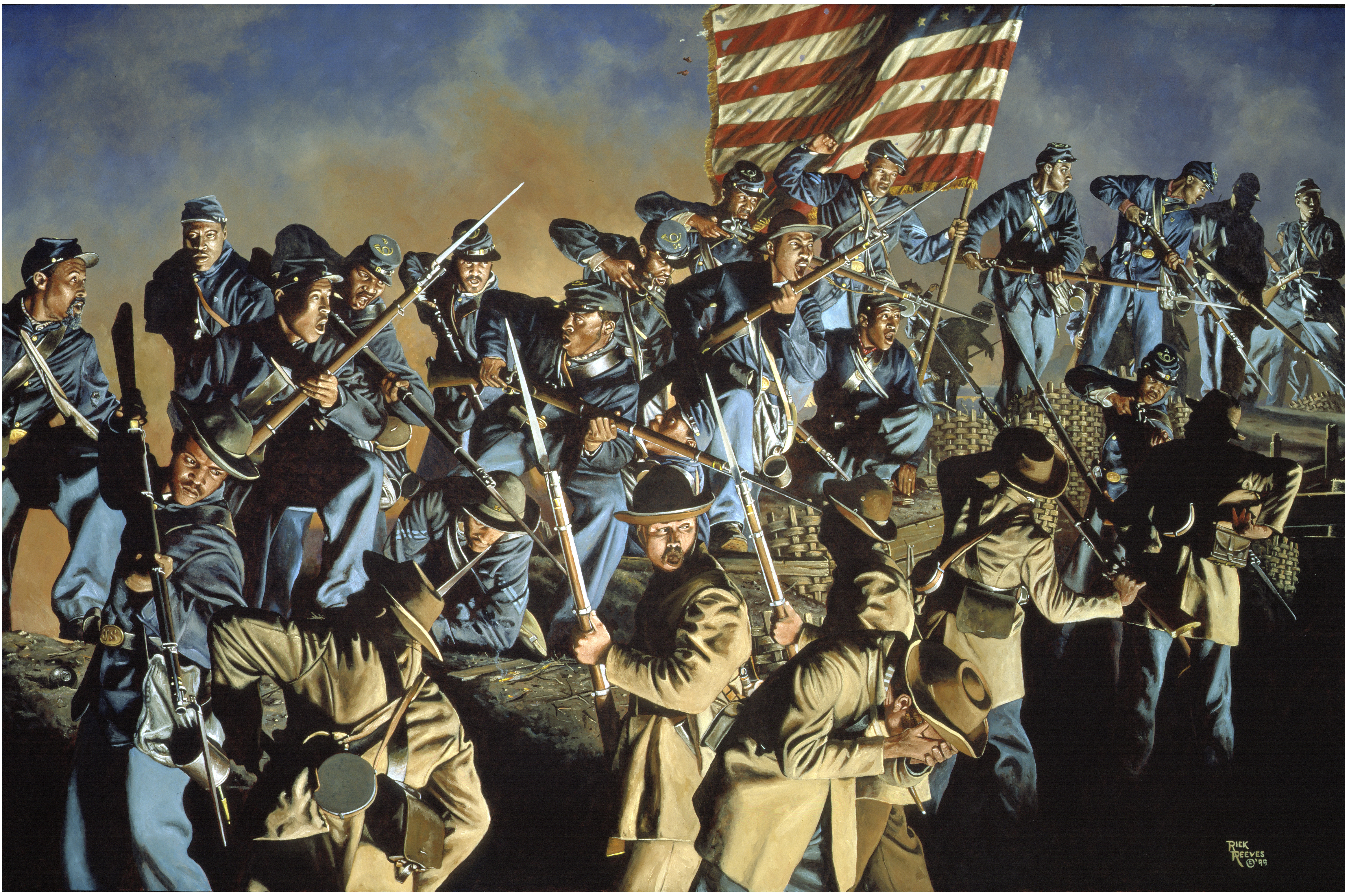
Obraz pt. Flaga nigdy nie dotyka ziemi obrazujący atak na Fort Wagner

Wydarzenia z 1863 roku stały się podstawą do nakręcenia filmu na podstawie listów Roberta Goulda Shawa pod tytułem Chwała. Wyspa jest obecnie traktowana jako pomnik pamięci narodowej.